# Jonathan Hilbert
Jonathan Hilbert (* 21. April 1995 in Mühlhausen/Thüringen) ist ein deutscher Leichtathlet in der Disziplin Gehen.

## Leben
Hilbert ist Polizeimeister, Angehöriger der Sportfördertruppe der Thüringer Polizei und Mitglied des Vereins LG Ohra-Energie.
Nach ersten Erfolgen im Jugendbereich qualifizierte sich Hilbert für die U23-Europameisterschaften 2017 in Bydgoszcz und belegte im 20-km-Gehen den 6. Platz.
Bei den Deutschen Meisterschaften 2018 wurde er im 50-km-Straßengehen Deutscher Meister und verbesserte dabei seine Bestmarke um 14 Minuten. Er verteidigte den Titel bei den Deutschen Meisterschaften 2021 und verbesserte seine eigene Bestmarke noch einmal um fast 8 Minuten auf 3:43:44 h.
Bei den Weltmeisterschaften 2019 in Doha wurde er 23. im 50-km-Gehen.
Bei den Olympischen Spielen 2020 in Tokio, die 2021 ausgetragen wurden, gewann er überraschend die Silbermedaille im 50-km-Straßengehen. Aufgrund mutmaßlich besserer klimatischer Voraussetzungen wurden die Gehwettbewerbe sowie der Marathonlauf in Sapporo im Norden Japans ausgetragen. Für den Gewinn der Silbermedaille bei den Olympischen Spielen 2020 wurde Hilbert von Bundespräsident Frank-Walter Steinmeier am 8. November 2021 – zusammen mit den anderen deutschen Medaillengewinnern – mit dem Silbernen Lorbeerblatt ausgezeichnet.
Infolge einer COVID-19-Infektion musste er seinen Start bei den Weltmeisterschaften 2022 in Eugene, Oregon absagen. Bei den Europameisterschaften 2022 in München belegte er den fünften Platz.

## Auszeichnungen
- 2021: Thüringens Sportler des Jahres
- 2021: Silbernes Lorbeerblatt

## Persönliche Bestzeiten
- 3000 Meter Bahngehen: 11:32,17 min, 16. Juni 2017 in  Dessau
- 5000 Meter Bahngehen: 20:54,43 min, 2. Februar 2014 in  Frankfurt-Kalbach
- 10.000 Meter Bahngehen: 42:07,22 min, 11. Juni 2016 in  Bühlertal
- 10-km-Gehen: 42:09 min, 12. April 2014 in  Poděbrady
- 20-km-Gehen: 1:23:26 h, 16. Juli 2017 in  Bydgoszcz
- 30-km-Gehen: 2:16:05 h, 8. Oktober 2016 in  Andernach
- 35-km-Gehen: 2:32:44 h, 16. August 2022 in  München
- 50-km-Gehen: 3:43:44 h, 10. April 2021 in  Frankfurt am Main